# Ђано Ветусто
Ђано Ветусто (итал. Giano Vetusto) је насеље у Италији у округу Казерта, региону Кампанија.
Према процени из 2011. у насељу је живело 653 становника. Насеље се налази на надморској висини од 203 м.

## Становништво
| 1951. | 1961. | 1971. | 1981. | 1991. | 2001. | 2011. |
| ----- | ----- | ----- | ----- | ----- | ----- | ----- |
| 962   | 919   | 788   | 743   | 717   | 653   | 663   |